# Carlos Malcolm (Cuba)
Carlos Malcolm (Guanabacoa, Cuba; 1945) es un compositor y pianista cubano.

## Formación académica
Carlos Malcolm comenzó su preparación musical con Juana María Quiñones y Sonia Montalvo. En 1962 pasó a la Escuela de Música en la Escuela Nacional de Arte (Cuba), donde realizó estudios de piano con Alicia Perea Maza, y composición con Federico Smith. Más tarde continuó en el Conservatorio Amadeo Roldán con las profesoras Margot Rojas (piano) y Carmen Valdés (asignaturas teóricas). Finalmente, Malcolm concluyó sus estudios en el Instituto Superior de Arte (La Habana).
Desde 1990 reside en Polonia, donde ha realizado estudios superiores en la Universidad de Música Frédéric Chopin.

## Actividad profesional
Desde los 16 años, Malcolm participó como pianista en diversos grupos musicales. Él ha compuesto música incidental para espectáculos teatrales, así como de danza, cine y radio.
Malcolm trabajó como pianista y compositor para el Instituto Cubano de Radio y Televisión (ICRT). En 1980,  colaboró en Ecuador con un conjunto de danza para el que creó la música de la obra Eclosión, que fue estrenada en Quito durante ese mismo año. También en Ecuador, Malcolm impartió cursos de armonía contemporánea, así como un taller de creación musical.
Carlos Malcolm realizó giras por países como México (1979-1981), Jamaica (1980) y Canadá (1986), durante las cuales interpretó sus obras. En 1985, Malcolm participó en el Festival Otoño de Varsovia, donde interpretó su obra Quetzalcóatl, para flauta y piano.
Durante su estancia en Varsovia durante los años 1987, 1988 y 1989 conoció al compositor Iannis Xenakis, el cual influyó en su estilo de composición musical.
Malcolm ha utilizado en sus obras diversas técnicas de la música contemporánea, tales como el aleatorismo en sus Estudios para piano (1963) y en Adagio para cuatro manos (1974), así como el dodecafonismo y el serialismo en Articulaciones (1970).
Carlos Malcolm es, desde 2013, miembro regular de la Unión de Compositores Polacos.

## Obras
Banda
- Montaje, 1969. Conjunto instrumental.
- Allegro en son, para quinteto de viento, y Dúo, para flauta y clarinete, 1964.
- Canción intermezzo, para coro y conjunto de guitarra, 1965.
- Lo que puede ocurrir en dos pulsaciones, 1969, para cello y piano.
- Una flor que se abre, 1972, para clarinete y piano.
- Sones de guerra, 1973, para guitarra y piano.
- Diálogo I, 1975, para dos percusionistas y tres pianos.
- Sonata, 1977, para dos pianos.
- Canto con interrupciones, para cello y piano, y En broma y en serio, para violín, chelo y piano, 1978; *Rondas para un nuevo son, para saxofón alto y piano y Quetzalcóatl (Canto de la serpiente emplumada), 1983.
- Lo uno y lo vario, para violín y piano, Oposiciones cambios, para tres percusionistas, yRumores, para violín, chelo y piano, 1984.

Coro
- Un verso me piden, 1971, para coro, solista y conjunto instrumental
- Música para la escena
- Eclosión, 1979, música incidental para danza
- Orquesta sinfónica
- Marionetas, 1964.
- Contorno, 1971.
- Movimiento sinfónico para flauta obligada, 1980

Piano
- Estudios, 1963.
- Articulaciones, 1970.
- Adagio para cuatro manos, 1974.
- El remediano, 1978.

Piano y orquesta
Concierto, 1981.
Voz y conjunto instrumental
Tonos de orquesta, 1968.
Voz y piano
- Dos canciones, 1976, texto: Rubén Martínez Villena.
- Balada del güije, Coplas de Juan el Barbero, 1979.
- Abrazo.
- Matábara del hombre malo.
- Un son para niños.
- Antillanos, 1980.
- Spring in New Hampshire.
- TheTropics in New York, 1981.[2]

## Reconocimientos
Carlos Malcolm ha recibido diversos premios en concursos nacionales.